# Jewgeni Abramowitsch Rosenblum
Jewgeni Abramowitsch Rosenblum (russisch Евгений Абрамович Розенблюм; * 27. September 1919 in Rostow am Don; † 8. November 2000 in Moskau) war ein sowjetischer Architekt, Designer und Hochschullehrer.

## Leben
Rosenblums Eltern waren der Jurist Abram Morduchowitsch Rosenblum (* 1890) und seine Frau Lei (Lidija) Israilewna Rosenblum (1890–1981), Absolventin der Bestuschewskije kursy. 1920 trennten sich die Eltern, und die Mutter ließ sich mit ihrem Sohn in Moskau nieder. Sie war Mitglied des Moskauer Städtischen Kollegiums der Advokaten. Sie trat als Verteidigerin im Schachty-Prozess auf und leitete dann die Rechtsabteilung des Zeitungsverbandes.
Rosenblum studierte nach dem Mittelschulabschluss 1938 am Moskauer Architektur-Institut bei Iwan Wladislawowitsch Scholtowski. Zu Beginn des Deutsch-Sowjetischen Krieges trat er im Juni 1941 als Freiwilliger in die Rote Armee ein und kämpfte an der Stalingrader Front, an der 4. Ukrainischen Front und an der 3. Weißrussischen Front. Nach der Demobilisierung 1946 schloss er das Studium am Moskauer Architektur-Institut 1947 ab.
Nach dem Studium arbeitete Rosenblum bei den Architekten Andrei Konstantinowitsch Burow, Alexander Alexandrowitsch Wesnin und Iwan Iljitsch Leonidow. Zu den ausgeführten Projekten gehörten auch Kulturhäuser und -paläste. 1952 wurde er erneut zur Roten Armee einberufen und diente im Ingenieurstab der Pazifikflotte.
Nach seiner Rückkehr 1953 arbeitete Rosenblum als Designer im Kombinat für Dekorative Kunst der Moskauer Abteilung des Kunstfonds, wo er dann Werkstattleiter wurde. Auf der Allunionslandwirtschaftsausstellung wurde nach Rosenblums und Alexander Borissowitsch Borezkis Projekt der Pavillon der Feinbäckerhauptverwaltung 1954 gebaut. 1955 baute Rosenblum den Kulturpalast in Frjasino. Er gestaltete die Ausstellung der Volksbildung der UdSSR 1956 in Warschau, die Wissenschaftsabteilung auf der sowjetischen Ausstellung 1959 in New York und die Ausstellung der Textilindustrie 1961 in der Moskauer Manege.
Ab 1962 war Rosenblum künstlerischer Leiter des Kunst-Konstruktionsbüros des Moskauer Wirtschaftssowjets. Gleichzeitig lehrte er an der Moskauer Stroganow-Akademie für Kunst und Industrie. Im Mittelpunkt seiner Arbeit stand die Strategie und Taktik der künstlerischen Projektierung beim Design von Objekten. Er realisierte eine Vielzahl von Projekten und beschrieb seine Methodik in vielen Veröffentlichungen. Einer seiner Schüler war Taras Panteleimonowitsch Poljakow.
1964 gründete Rosenblum zusammen mit Wjatscheslaw Leonidowitsch Glasytschew das Zentrale Studien- und Experimentierstudio, die sogenannte Seneschskaja Studija, der Union der Künstler der UdSSR und leitete es dann.
1992 wurde Rosenblum Vizepräsident der Europäischen Akademie für Stadtkultur in Berlin, an deren Strukturierung 1989 Wjatscheslaw Leonidowitsch Glasytschew beteiligt gewesen war.
Rosenblum wurde auf dem Wagankowoer Friedhof begraben.

## Ehrungen, Preise
- Orden des Roten Sterns (1943, 1944)
- Orden des Vaterländischen Krieges II. Klasse (1944), I. Klasse (1945)[9]
- Puschkin-Medaille der Assoziazia twortscheskich sojusow (1999)[2]
- Preis des Präsidenten der Russischen Föderation für Literatur und Kunst (1999)[10]
- Verdienter Künstler der Russischen Föderation[2]
- Staatspreis der Russischen Föderation für aufklärerische Tätigkeit (postum 2001)